# Савченко-Більський Володимир Олександрович
Володи́мир Олекса́ндрович Са́вченко-Бі́льський (14 липня 1867, с. Олишівка, Чернігівщина — 21 вересня 1955, Абондан, Франція)  — український військовий діяч, генерал-хорунжий флоту УНР, контрадмірал, зі старого козацького роду Савченків-Більських на Чернігівщині; 1919-20 — начальник Головної Воєнно-Морської Управи Військового Міністерства. Співробітник військових журналів «Табор», «Український інвалід», «За Державність».

## Життєпис
Народився в містечку Олишівка Козелецького повіту Чернігівської губернії (тепер село в Чернігівському районі Чернігівської області) в українській шляхетській родині.
Походив Савченко-Більський зі старовинного козацько-старшинського роду, який веде свій початок від Сави Більського, шляхтича з Литви. За найбільш поширеною версією він 1582 р. пішов у Запорізьку Січ, а його син Кіндрат уже звався Савченком-Більським. Онук Микита започаткував гілку роду, яка володіла землями в селі Шаповалівка Борзнянського повіту  (тепер Ніжинського району).
За іншою версією шляхтич Сава Більський перейшов з правого берега Дніпра на Лівобережжя наприкінці XVII століття, один з його синів Григорій Савич Більський був значним військовим товаришем Стародубського полку, а його син і внук були сотенними отаманами і тримали маєтність у Шаповалівці . В 1795 р. Савченки-Більські були внесені до Списку дворян Новгород-Сіверського намісництва , в яке входив Стародубський полк. 
Батько Володимира Олександр Григорович Савченко-Більський походив із Шаповалівки, служив чиновником в губернському правлінні в Чернігові, пізніше в Акцизному управлінні в Козельці   і мав маєток в Олишівці. Також пишуть, що він був іконописцем. 
Мати Володимира Варвара Леонтіївна (1835–1883)   походила з давнього козацького роду Суліїв. Її батько Леонтій Стефанович Сулій (Сулієв) служив судовим чиновником у Ніжині, мав чин колезького асесора  і володів маєтком у селі Володькова Дівиця Ніжинського повіту.
В XIX столітті окремі представники роду Суліїв були відомі своєю активною громадянською позицією. Федір Сулій, свого часу голова українського гуртка в Петербурзі, брав участь у похованні Тараса Шевченка. На згадку про Кобзаря ним було засновано Шевченківський музей, експонати якого заповів до українського музею Василя Тарновського в Чернігові (нині це Чернігівський обласний історичний музей імені В. В. Тарновського). Другий дядько Володимира – Митрофан Сулій – входив до делегації, що відважилася звернутися до царя Олександра II з проханням дарувати Україні культурно-освітню автономію .
У Володимира було двоє братів, Василь і Євген та сестра Олександра.
Василь служив у Акцизному управлінні Чернігівської губернії, в 1900-х роках займав посаду акцизного контролера в Шостці Глухівського повіту  , потім проживав у своєму маєтку а Олишівці,  захоплювався  малярством. Після переїзду в 1912 р. до Чернігова   знову служив у Акцизному управлінні . Значно більших успіхів на ниві малярства досяг син Василя Олександр Савченко-Більський, який став відомим українським художником.
Євген був канцелярським чиновником, служив на різних посадах, чину не мав  , в деяких метричних записах вказаний у чині колезького реєстратора .

### Служба в російській армії
Володимир, на відміну від своїх братів, обрав військову кар'єру. В 1888 р. вступив на службу однорічником у 112-й Уральський піхотний полк, звідки був направлений на навчання в юнкерське піхотне училище. Після закінчення навчання служив у 22-му Нижегородському піхотному полку (м. Остроленка, Польща), де в 1897 р. отримав чин поручика .
У 1902 р. був відряджений до Адміралтейства, продовжував службу на Чорноморському флоті у 34-му флотському екіпажі, який базувався у  Севастополі. Чин штабс-капітана отримав 14 квітня 1902 р. .
Брав активну участь у житті української севастопольської громади, у 1907 р. став членом конспіративного гуртка «Кобзар» у Севастополі.
З 1907 р. після реорганізацій у структурі флоту продовжував службу в Севастопольському флотському півекіпажі. Чин капітана отримав 6 грудня 1907 р., з 6 грудня 1915 р. – підполковник по адміралтейству    . 
В 1917 р. став командиром Севастопольського півекіпажу. Останнє звання в російській армії – полковник по адміралтейству . 
Нагороджений орденами Св. Станіслава ІІ і ІІІ ст. та Св. Анни III ст. 

### Служба в Україні
Після розпаду Російської імперії та утворення Української Центральної Ради став одним з організаторів Ради Української Чорноморської громади, де очолював просвітницьку секцію. Його діяльність була спрямована на українізацію флотських екіпажів у Севастополі . 

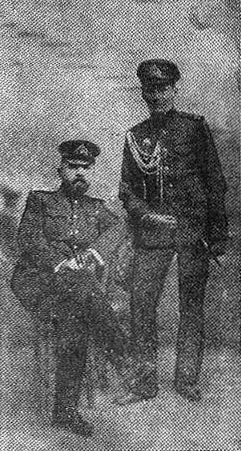
Савченко-Більський та Святослав Шрамченко

23 грудня 1917 р. був призначений на посаду Директора Канцелярії Генерального секретаріату морських справ, створеного Центральною Радою 21 грудня 1917 р. .  На цій посаді став одним із співавторів Тимчасового закону про флот УНР, який закріплював за Україною право на власний флот. За заслуги зі становлення українського флоту в 1918 р. отримав ранг генерал-хорунжого  .
На початок 1919 р. УНР втратила свій флот та вихід до Чорного моря, за таких обставин  Савченко-Більський продовжував вести активну діяльність, створивши, зокрема, Дивізію морської піхоти. У тому ж році організував та очолив у Кам'янці-Подільському гардемаринську школу . 
У 1920 р., коли війська Польщі та УНР розпочали спільний похід на більшовицьку Росію, генерал-хорунжого Савченка-Більського було призначено начальником Морського генерального штабу УНР (4 квітня 1920 р.), а невдовзі після захоплення польсько-українськими військами Києва він став начальником Головної військово-морської управи (морського міністерства) УНР (19 травня 1920 р.) . На посаді міністра сформував із наявних суден Дніпровську військову флотилію, набрав із моряків та місцевих добровольців Дніпровський флотський півекіпаж. На вказаній посаді залишався до її ліквідації в 1922 р. .

### На еміграції
У листопаді 1920 р. війська УНР відступили з українських територій до Польщі під натиском переважаючих сил більшовицьких військ. Перехід кордону відбувався з ночі 21 листопада у містечку  Волочиськ на річці Збруч. Генерал-хорунжий Савченко-Більський був інтернований поляками та утримувався в таборі № 10 Каліш , а за іншими даними – перебував у м. Тарнів , де за домовленістю з поляками розміщувався уряд УНР в еміграції. 
Залишився на еміграції у Польщі, оселився в селі Ромейки на Волині, (тепер Рівненської області). Публікував статті, присвячені геополітиці та історії флоту, а також спогади. Зокрема, був автором низки статей з історії Українського військово-морського флоту, опублікованих у виданнях «Табор», «За Державність», «Український інвалід», альманасі «Літопис Червоної Калини» та ін. У 1937 р. напередодні свого 70-річчя був нагороджений Хрестом Симона Петлюри . 
У 1943 р. був одним із прихильників формування Української визвольної армії у складі Вермахту  .
З 1945 р. проживав у м. Абондан, Франція, де продовжував брати участь у житті української діаспори. У 1946 р. та в період з 1947 по 1955 рр. очолював Головну раду Хреста Симона Петлюри.  Останні роки життя провів у будинку для людей похилого віку. Помер 21 вересня 1955 р. на 89-му році життя, похований у Абондані, пізніше перепохований на меморіальному цвинтарі воїнів УНР у кварталі Везін міста Шалетт-сюр-Луен .

## Сім’я
Буа одружений з Анною Миколаївною Супражинською, донькою священика. Вінчання відбулося в Богоявленській церкві м. Ніжин 29 вересня 1900 р. .  За даними на 1916 р. дітей не мав . 

## Відомі праці
- Савченко-Більський. Босфоро-Дарданельське питання і необхідність панування України на Чорному морі. «Табор» — військово-літературний журнал, ч. 11, Варшава, 1929, с. 3 — 11.
- Савченко-Більський. Воєнна фльота України. «Табор» — військово-літературний журнал, ч. 12, Варшава, 1929.
- Савченко-Більський. Старший лейтенант флоту Михайло Білинський // Другий Зимовий похід. Листопадовий рейд. Базар. — Київ: Фундація ім.. О. Ольжича, 1995. — С. 169—172.